# Valfrid Lindeman
Valfrid Lindeman är en fiktiv humorfigur, gestaltad av Hasse Alfredson under revyn Gröna Hund på Gröna Lund 1962. Sketcherna med Valfrid Lindeman improviserades fram av Alfredson utifrån en given aktuell tidningsrubrik som Lasse O'Månsson presenterade, och handlade således om olika saker varje gång.
Den gemensamma nämnaren i varje sketch var att den avslutades med att Valfrid Lindeman råkat i någon form av problem därför att han råkat knäppa ihop västen med gylfen. Just denna avslutning på sketchen var ett skämt som Hasse Alfredson ville ha för att vara säker på att hitta en bra avslutning på sketcherna.
Valfrid Lindeman var den förste i raden av en mängd olika Lindemanfigurer, och var också den ende Lindeman där Lasse O'Månsson agerade intervjuare. Den rollen togs i de senare Lindemansketcherna över av Tage Danielsson.